# Федорова Зоя Олексіївна
Зоя Олексіївна Фе́дорова (рос. Фёдорова Зоя Алексеевна; 21 грудня 1907, Санкт-Петербург, Російська імперія — 11 грудня 1981, Москва, СРСР) — радянська акторка. Заслужена артистка РРФСР (1965).

## Життєпис
Народилася 21 грудня 1907 року у Санкт-Петербурзі в родині робітника і домогосподарки.
1918 року родина переїхала до Москви, де її батькові запропонували посаду начальника паспортної служби Кремля. У шкільні роки брала участь у драмгуртку і мріяла стати акторкою. Та за наполяганням батьків по закінченні школи пішла працювати рахівницею до Держстраху.
1928 року вступила до театрального інституту під керівництвом Юрія Завадського, а після його закриття вчилася в училищі при московському Театрі Революції, яке й закінчила 1934 року. За часів студентства одружилася з Л. С. Вейцлером (1906—1966), пізніше відомим театральним актором, який до кінця життя працював в Театрі на Таганці. 1934 року одружилася з кінооператорои В. А. Раппопортои, шлюб протривав до 1939 року. Після розлучення зустрічалася з льотчиком Іваном Кліщовим, який загинув на фронті 1942 року.
1932 року знялася в фільмі «Зустрічний», але її роль не ввійшла до кінцевої версії картини. Тому офіційним дебютом акторки в кіно вважається фільм «Гармонь» (1934). Всесоюзна слава прийшла до неї 1936 року після виконання однієї з головних ролей в фільмі «Подруги». Навіть арешт батька за сфабрикованим звинуваченням не зміг зашкодити блискучій кар'єрі акторки, і вона продовжувала грати головні ролі у фільмах.
1945 року познайомилася з американським дипломатом Джексоном Тейтом, від якого 18 січня 1946 року народила дочку Вікторію (Тейт на той час за вимогою радянської влади вже покинув СРСР, не знаючи про вагітність Федорової). Намагаючись приховати факт народження дитини від іноземця, акторка спішно одружилася з композитором Олександром Рязановим (1907—1987), з оркестром якого виступала на початку 1940-х.
27 грудня 1946 року Зою Федорову було заарештовано і ув'язнено спочатку на Луб'янці та в Лефортовській тюрмі. Потім вона отримала вирок 25 років у таборах посиленого режиму за шпигунство (замінений на відбування покарання в Володимирській тюрмі) з конфіскацію майна. Її сестра Марія отримала 10 років виправно-трудових таборів з відбуванням строку на цегляному заводі у Воркуті (померла до кінця терміну 1952 року) З 1947 року її дочка Вікторія жила в селі Полудіно в північному Казахстані зі своєю тіткою Олександрою (сестра Зої та Марії), яку було вислано туди разом з її дітьми — сином Юрієм і дочкою Ніною.
Звільнилася 1955 року. 23 лютого 1955 року воз'єдналася з дочкою і повернулася в кіно. У 1960-х та 1970-х вона багато знімалася, переважно у невеликих характерних ролях. 1976 року акторці було дозволено відвідати США, де вона знову зустрілася з Джексоном Тейтом (на той час — контр-адміралом Військово-морських сил США у відставці). Після його смерті 1978 року ще двічі приїжджала в США до дочки (яка також стала акторкою, емігрувала 1975 року та написала автобіографічну книгу «Дочка адмірала», 1979), а потім почала збирати документи для виїзду туди на постійне місце проживання, чому завадило її вбивство.
11 грудня 1981 року після 14:00 акторку було вбито пострілом у голову з німецького пістолета Sauer в її трикімнатній квартирі № 243 будинку 4/2 на Кутузівському проспекті. Вбивство не розкрите донині (за мотивами цієї справи Юліаном Семеновим було написано детективний роман «Таємниця Кутузівського проспекту», 1990). Похована на Ваганьківському кладовищі.
Знімалась в українських кінокартинах: «Серце не прощає» (1961), «Ракети не повинні злетіти» (1964), «Іноземка» (1965), «Формула веселки» (1966), «Між високими хлібами» (1970).

## Вибрана фільмографія
| Рік  |   | Українська назва                    | Оригінальна назва                        | Роль                                             |
| ---- | - | ----------------------------------- | ---------------------------------------- | ------------------------------------------------ |
| 1932 | ф | Зустрічний                          | Встречный                                | дружина Чуточкіна                                |
| 1934 | ф | Гармонь                             | Гармонь                                  | Марусенька                                       |
| 1935 | ф | Подруги                             | Подруги                                  | Зоя                                              |
| 1937 | ф | Шахтарі                             | Шахтёры                                  | Галка, шахтарка                                  |
| 1938 | ф | На кордоні                          | На границе                               | Варвара Корніївна Власова, дочка Степаниди       |
| 1938 | ф | Людина з рушницею                   | Человек с ружьём                         | Катя Шадріна                                     |
| 1939 | ф | Ніч у вересні                       | Ночь в сентябре                          | Дуня Величко                                     |
| 1939 | ф | Станиця Дальня                      | Станица Дальняя                          | Дарія Михайлівна Горкунова                       |
| 1940 | ф | Музична історія                     | Музыкальная история                      | Клава Бєлкіна, диспетчерка автопарку             |
| 1941 | ф | Фронтові подруги                    | Фронтовые подруги                        | Наташа Матвєєва                                  |
| 1944 | ф | Весілля                             | Свадьба                                  | наречена Даша                                    |
| 1956 | ф | Медовий місяць                      | Медовый месяц                            | Єлизавета Федорівна, кухарка                     |
| 1956 | ф | Дівчинка і крокодил                 | Девочка и крокодил                       | Надія Федотівна                                  |
| 1957 | ф | Поет                                | Поэт                                     | Катерина Василівна Тарасова                      |
| 1957 | ф | Дівчина без адреси                  | Девушка без адреса                       | Раїса Павлівна (Кусєнька), дружина Комаринського |
| 1957 | ф | Нічний патруль                      | Ночной патруль                           | Марфа Потапівна                                  |
| 1958 | ф | Жених з того світу                  | Жених с того света                       | Єлизавета Володимирівна                          |
| 1959 | ф | Я вам пишу                          | Я вам пишу                               | мама                                             |
| 1961 | ф | Серце не прощає                     | Сердце не прощает                        | Домна Єгорівна                                   |
| 1961 | ф | Дорослі діти                        | Взрослые дети                            | Тетяна Іванівна Корольова                        |
| 1961 | ф | Пурпурові вітрила                   | Алые паруса                              | гувернантка                                      |
| 1962 | ф | Шістнадцята весна                   | Шестнадцатая весна                       | сусідка Корабльових                              |
| 1963 | ф | Сліпий птах                         | Слепая птица                             | жінка з кошиком                                  |
| 1963 | ф | Пропало літо                        | Пропало лето                             | Дарія Іванівна                                   |
| 1963 | ф | Це сталося в міліції                | Это случилось в милиции                  | Катерина Іванівна, секретарка в міліції          |
| 1964 | ф | Хочете — вірте, хочете — ні…        | Хотите — верьте, хотите — нет…           | бабуся Міші Сазонова                             |
| 1964 | ф | Казка про втрачений час             | Сказка о потерянном времени              | тітка Наташа                                     |
| 1964 | ф | Ракети не повинні злетіти           | Ракеты не должны взлететь                | фрау Кестлер                                     |
| 1965 | ф | Іноземка                            | Иностранка                               | Євдокія Михайлівна                               |
| 1965 | ф | Операція «И» та інші пригоди Шуріка | Операция «Ы» и другие приключения Шурика | тітка Зоя, сусідка Ліди                          |
| 1965 | ф | Кухарка                             | Стряпуха                                 | голова злодіїв на ринку                          |
| 1965 | ф | Пущік їде в Прагу                   | Пущик едет в Прагу                       | тітка Фекла                                      |
| 1965 | ф | Зелений вогник                      | Зелёный огонек                           | завідувачка Салону для наречених                 |
| 1965 | ф | Дайте книгу скарг                   | Дайте жалобную книгу                     | Катерина Іванівна                                |
| 1966 | ф | Формула веселки                     | Формула радуги                           | тітка Шура                                       |
| 1967 | ф | Весілля в Малинівці                 | Свадьба в Малиновке                      | Горпина Дормидонтівна                            |
| 1970 | ф | Між високими хлібами                | Меж высоких хлебов                       | Мотря, продавчиня                                |
| 1970 | ф | Увага, черепаха!                    | Внимание, черепаха!                      | Вікторія Михайлівна, вчителька співу             |
| 1971 | ф | Шельменко-денщик                    | Шельменко-денщик                         | Фенна Степанівна Шпак                            |
| 1971 | ф | Алло, Варшава!                      | Алло, Варшава!                           | адміністраторка готелю                           |
| 1972 | ф | Ось моє село                        | Вот моя деревня                          | тітка Глаша                                      |
| 1973 | ф | За власним бажанням                 | По собственному желанию                  | тітка Надя                                       |
| 1973 | ф | Справа була, так!?.                 | Дело было, да!?.                         | Устинія Басалаєва                                |
| 1973 | ф | Кортик                              | Кортик                                   | бабуся Міші                                      |
| 1973 | ф | Крапля в морі                       | Капля в море                             | Анна Григорівна, директор школи                  |
| 1974 | ф | Подія                               | Происшествие                             | Глафіра                                          |
| 1974 | ф | Лікаря викликали?                   | Врача вызывали?                          | Марія Йосипівна                                  |
| 1974 | ф | Гнів                                | Гнев                                     | дама                                             |
| 1975 | ф | Автомобіль, скрипка і собака Клякса | Автомобиль, скрипка и собака Клякса      | Анна Костянтинівна                               |
| 1978 | ф | Живіть в радості                    | Живите в радости                         | Анісья, дружина Афоні                            |
| 1979 | ф | Москва сльозам не вірить            | Москва слезам не верит                   | тітка Паша, вахтерка                             |
| 1980 | ф | Ранковий обхід                      | Утренний обход                           | Єгорова, пацієнтка                               |

## Нагороди та відзнаки
- 1941 — Сталінська премія другого ступеня («Музична історія»).
- 1942 — Сталінська премія другого ступеня («Фронтові подруги»).
- 26 листопада 1965 р. — Заслужена артистка РРФСР — за заслуги у галузі радянського кіномистецтва.
- 1939 — орден Трудового Червоного Прапора («На кордоні»).

## Кіновтілення
- 2010 року за мотивами біографії Зої Федорової режисером В. Павловим знято телесеріал «Зоя», у головній ролі — Ірина Пегова.
- Образ Зої Федорової використано в телесеріалі «Мисливці за діамантами» (2011), де її зіграла Тамара Сьоміна.
- Також з'являється як персонажка в телесеріалі «Галина» (2008), де її грає Раїса Конюхова.